# Benu
Benu je ve starověkém Egyptě mytologická bytost spatřovaná v posvátném ptákovi – ve Staré říši snad v podobě konipase, od Střední říše v podobě šedé volavky. Jeho jméno bývá odvozováno z egyptského slovesa veben – „zářit“, „vzejít“, „povstat ve skvělosti“., čímž je benu dáván do souvislosti se dvěma komplementárními kosmologickými představami: jednak se zrozením slunečního boha, který se v záři zjevil na východním horizontu, jednak s prvotním pahorkem nazývaným benben, jenž se při zrození světa vynořil z kosmického praoceánu Nuna. S největší pravděpodobností pochází z iunského mytologického okruhu, později se objevuje také v usirovském kontextu. Z pozdní výslovnosti jeho jména ve tvaru boinu pochází řecké označení φοίνιξ – fénix, pod nímž je benu přejímán a modifikován antickými a středověkými autory.

## Benu v egyptském pojetí

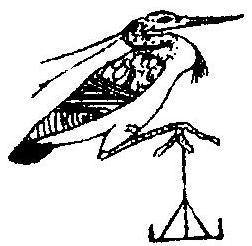
Pták benu na pahorku benben

Benu byl pokládán za ba slunečního boha (Atuma a Rea), u něhož představoval sebestvořitelskou schopnost – proto byl označován jako „ten, jenž povstal sám ze sebe“. Tato schopnost se projevuje v cyklickém zrození Slunce při jeho každodenním východu – bůh se vynořil z praoceánu Nun v podobě benua a s křikem, jímž prolomil ticho a tmu dosavadního nebytí, usedl na objevivší se prvotní zemi v podobě pahorku benben, případně na rákosí, které na něm vyrostlo. Takto je benu zmiňován v Textech pyramid a je zřejmé, že v tomto smyslu hrál roli v královských pohřebních obřadech s cílem dosažení obnoveného (posmrtného) života po boku slunečního boha analogicky jeho vlastnímu každodennímu „znovuzrození“ na východním horizontu.
Benu v tomto ohledu reprezentuje především představu regenerace a obnovy, čímž je jako „pán jubileí“ spojen s cykličností jevů obecně. Proto je od Střední říše zmiňován nejen ve vztahu s mocí slunečního boha, ale také např. v kontextu obnovy a oslavy královské moci při svátku sed a dalších podobných slavnostech. Později byl dáván do souvislosti i s každoročně se opakující nilskou záplavou.
Nejpozději v Nové říši je spojován s Usirem, což bývá na vyobrazeních ptáka benu znázorněno korunou atef. Toto spojení je však spíše zprostředkované: v Knize mrtvých je benu hojně uváděn v tradičních slunečních souvislostech (zejména v podobě odkazů na chrám v Iunu) a použití tohoto motivu vyplývá z vývoje představ o posmrtném životě, v jehož důsledku začal být Usir pokládán za podsvětní podobu Rea. Benu zde proto nezahrnuje všechny tradiční usirovské motivy, ale naznačuje analogii důsledněji rozvedenou v ostatních podsvětních knihách mezi Reovým znovuzrozováním jako sebestvořením a Usirovým zmrtvýchvstáním.

## Benu jako fénix
Z antických autorů se o posvátném ptákovi Egypťanů označovaném jménem fénix poprvé zmiňuje Hérodotos, jehož přetlumočení se ovšem od egyptských představ značně odchyluje. Hérodotos sám ptáka neviděl, kněží mu jen ukázali jeho vyobrazení, a uvádí, že se mu ani nechce věřit tomu, co se dověděl: benu – fénix se prý podobá orlu se zlatým a rudým peřím a jednou za 500 let přilétá z Arábie do Egypta, aby zde v chrámu slunečního boha v Iunu uložil tělo svého zemřelého otce, které předtím nabalzamoval v hroudě myrhy ve tvaru vejce.
Hérodotos ani jiní antičtí autoři se nezmiňuje o motivu sebespalování, které se později stalo nedílnou součástí představy fénixe. Pokud má eyptský původ, pak jej je možné odvodit ze spojení benua se sebezrozením Slunce: to se podle Egypťanů každodenně odehrávalo na východním horizontu jako mytickém „ostrově plamenů“, což je jen jiná varianta „prvotního pahorku“ benbenu, a protože se takto nerodí nějaké „jiné“ Slunce, ale jde o neustálou obnovu a regeneraci jednoho a téhož věčného slunečního boha, který předtím na západě každodenně umírá, musí se analogicky na východě přerozovat v plamenech svou vlastní mocí stále tentýž benu.
Podobně nejasný je původ časového údaje 500 let jako období, jež podle Hérodota muselo uplynout mezi jednotlivými přílety ptáka benu do Egypta, a potažmo tedy jako dobu benuova života. Princip opakování je nepochybně odvozen z jeho povahy „pána jubileí“, ale 500 let trvající cyklus není v Egyptě doložen. Tacitus ovšem uvádí údaj nikoli 500, ale 1461 let, který s největší pravděpodobností koresponduje s pro egyptský kalendář významným obdobím 1460 let, po jehož uplynutí se shodoval východ Slunce s východem hvězdy Sírius. Sírius byl totiž v Egyptě pokládán za kosmickou podobu bohyně Esety, a protože jeho východ synchronizovaný s východem Slunce podle Egypťanů mytologicky korespondoval s Esetiným nalezením Usirova těla a jeho následným vzkříšením, které je analogické Reovu znovuzrození jako sebestvoření, mohla být tato perioda přenesena na cyklus sebezrození benua – fénixe, jenž je Reovou podobou.